# Bannacris
Bannacris is een geslacht van rechtvleugeligen uit de familie veldsprinkhanen (Acrididae). De wetenschappelijke naam van dit geslacht is voor het eerst geldig gepubliceerd in 1980 door Zheng.

## Soorten
Het geslacht Bannacris  is monotypisch en omvat slechts de volgende soort:
- Bannacris punctonotus (Zheng, 1980)